# Bob (sport)
Bob, även bobb och bobsleigh, är en sport där två eller fyra personer åker med en bob, ett slags täckt släde, nerför en 1 200 till 1 600 meter lång isbana. Genomsnittsfarter på 130 km/h och toppfarter på 150 km/h är vanliga. Sporten utvecklades av engelsmän i Schweiz från 1870-talet och är från och med 1924 en olympisk gren. Tävlingar genomförs oftast som lagsport, men kan även vara singelidrott. 

## Etymologi
Bob är en kortform till engelskans bobsled, -sleigh. Bob som betyder häftig eller ryckig rörelse och sleigh som betyder släde. I svenskan finns belägg för ordet från 1908. I bestämd form stavas det med två "b" i modern svenska (bobben), men kunde stavas med ett "b" i början av 1900-talet.

## Historia

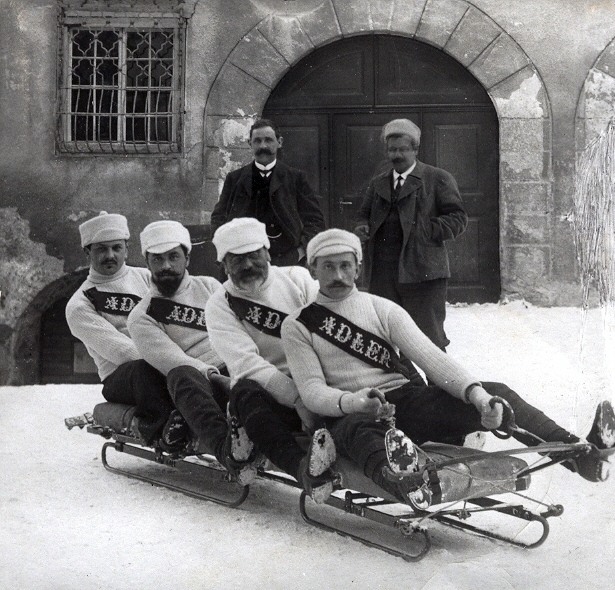
Bobåkare i Davos cirka 1910

Bob är en relativ modern sport och skapades av engelska vintersportturister som besökte Sankt Moritz i Schweiz vid slutet av 1800-talet. Engelsmännen började åka på kälkar som de sedan vidareutvecklade genom att sätta samman två kälkar till vad som blev en bob. Lopp som kördes ägde rum på skogsvägar innan bobanläggningar började byggas. Vid samma tid utvecklades även skeleton. Hotellägaren i Sankt Moritz som lockat engelsmännen till vintersemestrar, Caspar Badrutt, byggde kring 1870 en bana för engelsmännens bobåkande som än idag är i bruk. 1903 följde en ny bana varpå banor även byggdes i vintersportorterna Davos, Engelberg och Pontresina.
År 1884 följde den första officiella tävlingen i Sankt Moritz och 1897 grundades den första föreningen. 1888 tog den engelska majoren W. H. Bulpetts, som även grundade racet Cresta Run, fram en bob i stål vars främre del kunde styras. Bobben byggdes av smeden Christian Mathis i Sankt Moritz. 1901 utvecklade Carl Benzing i Friedrichroda i Thüringen en bob i stål med styrning efter förebilden från Schweiz. Begreppet bob kommer från engelskans verb "to bob" och kommer från den fram-och-tillbaka-rörelsen som åkarna gjorde för att öka hastigheten. Fram till första världskriget kom en "bob-boom" där sporten från Schweiz spreds vidare till Tyskland, Österrike och Rumänien.

### OS-sport

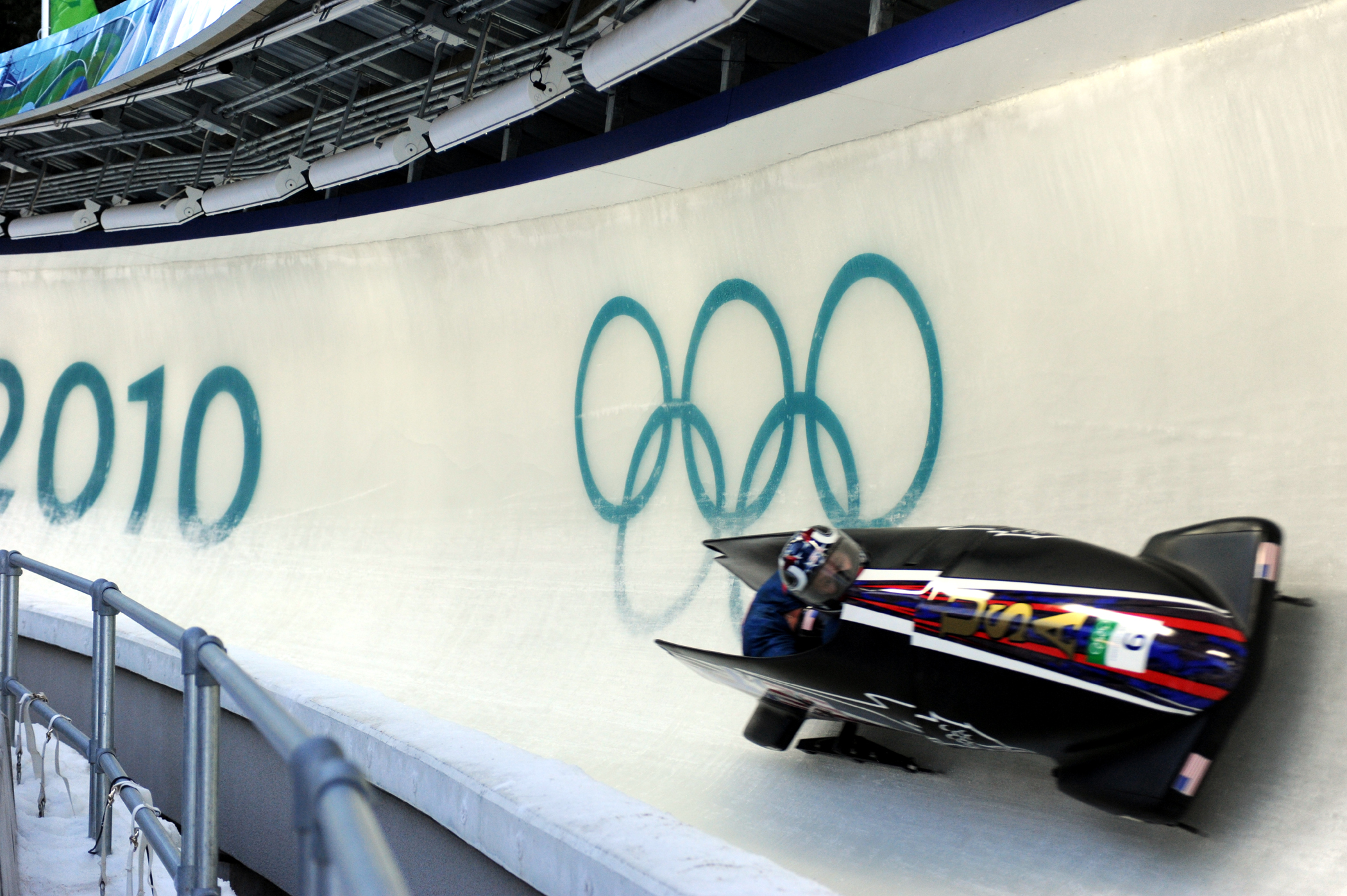
OS 2010

Bobsporten tillhör programmet i olympiska vinterspelen sedan 1924. Till en början tävlade man bara i fyrmannabob, tvåmannabob infördes vid Olympiska vinterspelen 1932. Bob var inte med vid vinter-OS 1960 då man på grund av ekonomin valde att inte bygga en bana. Sedan 2002 är kvinnliga tävlande tillåtna i OS, de tävlar i tvåmannabob och resultatet är den sammanlagda tiden efter två åk. Herrar tävlar både i två- och fyrmannabob och vinnaren är den som har den bästa sammanlagda tiden efter fyra åk. Tyskland (inkl. Västtyskland) är det land som tagit flest guld (11) men Schweiz har tagit flest medaljer (30). Östtyskland tog ytterligare fem guldmedaljer.

### Modern bob

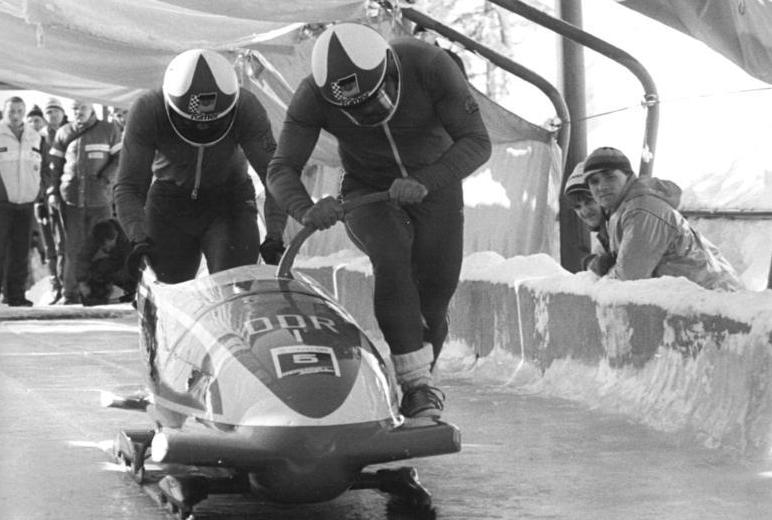
Wolfgang Hoppe och Bogdan Musiol 1988.

Under 1970-talet startade utvecklingen mot de moderna bob-kälkarna med kaross under en period där Östtyskland dominerade sporten. 1978 började schweizaren Silvio Giobellina köra med skyddande kaross. Under 1980-talet följde den första glasfiberkarossen. Östtyskland utvecklade under hemlighet även en bob med fjädring som Wolfgang Hoppe tog två OS-guld med i Sarajevo 1984. 1985 förbjöds denna konstruktion av FIBT. Östtyskland införde då en ny upphängning som ersättning som gav bättre aerodynamik och minskade vikten med 20 kg.
Schweiz och Tyskland är de mest framgångsrika bob-nationerna sett till resultat i EM, VM och OS. Andra framgångsrika bob-länder är Italien, Österrike, USA och Kanada. Jamaicas boblandslag blev känt genom sitt deltagande i vinter-OS 1988 och filmen Cool Runnings.

#### Sverige
Man tävlar i Sverige i följande klasser:
- Herr: tvåmannabob och fyrmannabob
- Dam: tvåmannabob och monobob
- Junior: tvåmannabob och monobob
- Ungdom: monobob

Även om bob brukar anses som kälkåkningens lagsport, kan bob även utövas som singelidrott i grenarna monobob och parabob. Monobob är bob för en åkare. I parasporten parabob kan personer med olika typer av funktionsnedsättningar på nedre delen av rörelseapparaten utöva kälksport. All bob körs i samma specialbyggda banor som banrodel och skeleton. Framgångsrik svensk parabobåkare är Sebastian Westin-Viippola, Seskarö IF

## Format och utrustning

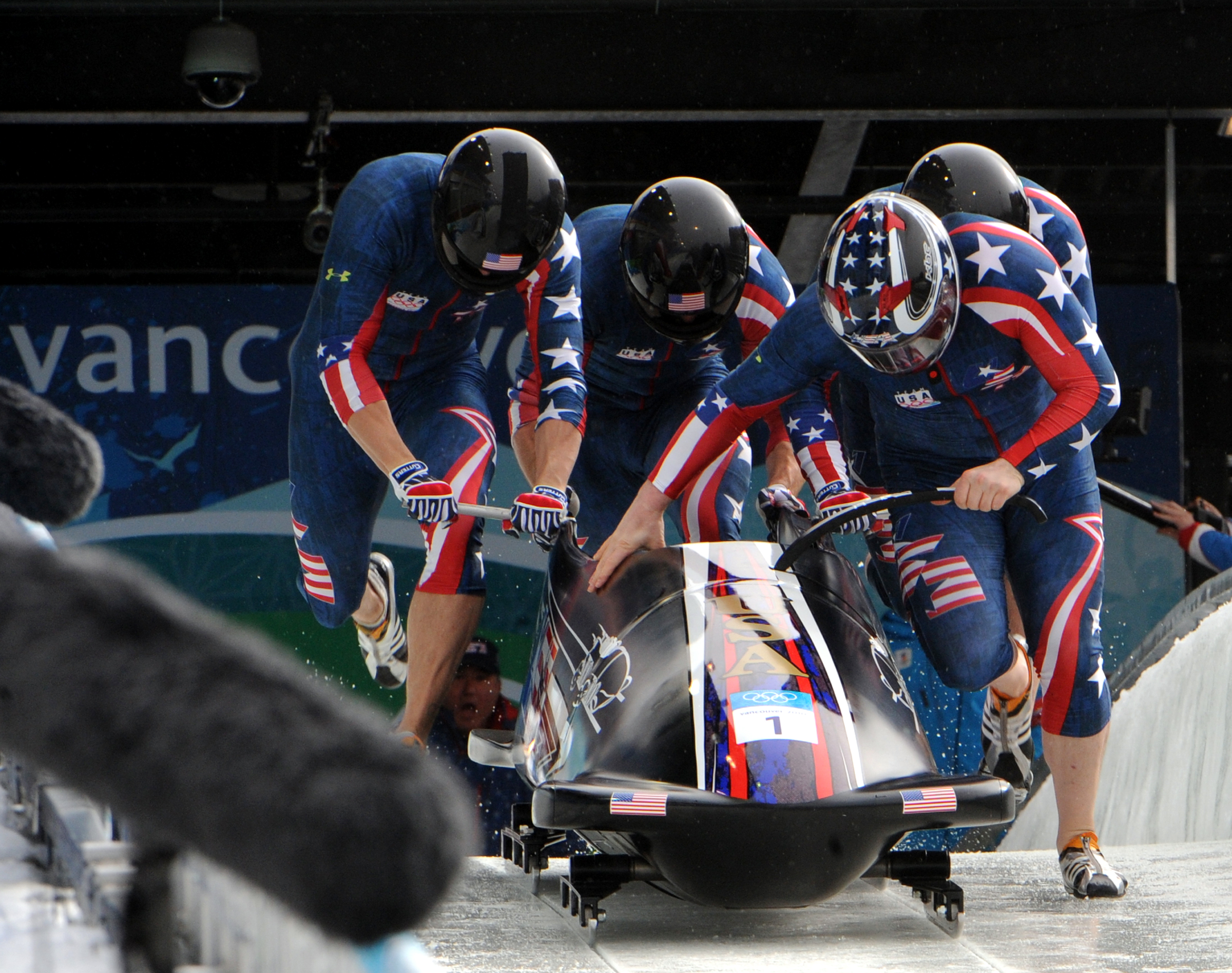
USA:s lag 1 vid vinter-OS 2010.

I bobsleigh-sporten tävlar man antingen i två- eller fyrmannabob. Själva bobben är uppbyggd kring en stålram med fyra medar, varav det främsta paret används för att styra med. Över stålramen finns en strömlinjeformat skal, vanligen tillverkat i ett glasfibermaterial. En tvåmannabob får vara högst 2,70 meter lång och väga högst 390 kilo, inklusive de tävlande. Motsvarande för fyrmannabobben är en maxlängd på 3,80 meter och en maxvikt på 630 kilo. Eftersom en tyngre bob går snabbare är det tillåtet att lägga i vikter upp till maxgränserna. Innan viktgränserna infördes 1952 var ekipagen väldigt tunga. 
Framtill på bobben finns ett infällbart handtag och baktill två raka handtag. Dessa används när de tävlande springer igång bobben. Tävlarna har exakt 50 meter på sig, sedan måste alla åkare vara på plats i släden. Föraren (engelska: pilot) är den som sitter främst i bobben, och har som uppgift att hitta banans ideallinje. Den styr frammedarna med hjälp av linor med handtag. Bromsaren sitter längst bak och är den som bromsar ekipaget efter målgången. Det är bara tillåtet att bromsa efter att mållinjen är passerad. I fyrmannabob finns ytterligare två åkare som hjälper till att springa igång släden och sedan sätter sig mellan piloten och bromsaren.

## Banor

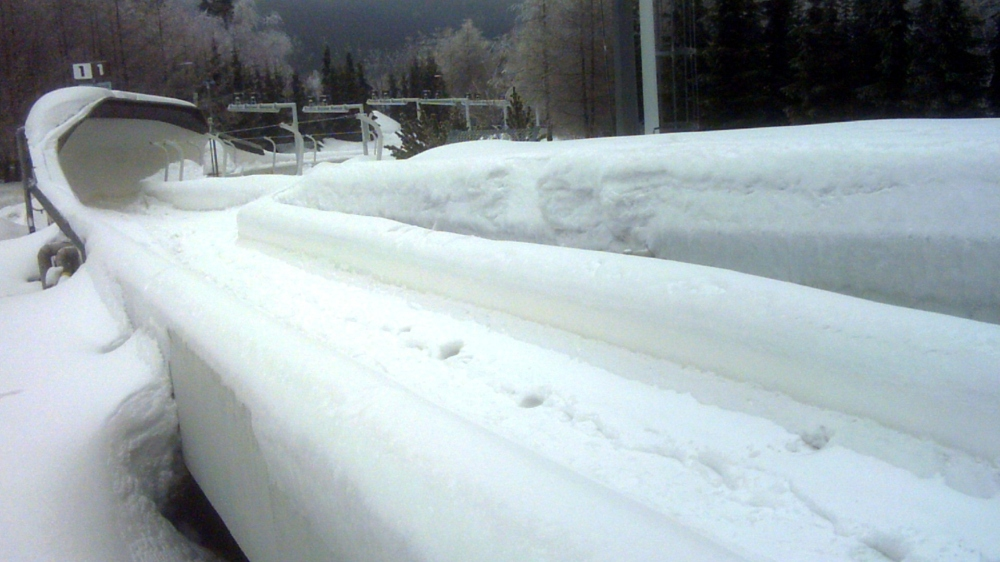
Banan i Altenberg

I början av 1900-talet började man bygga banor som var upp mot 2 500 meter långa. De var naturisbanor, något som idag är ovanligt då de flesta banor är konstfrusna. I världen finns relativt få banor för bobåkande. I Europa finns banor bland annat i Altenberg i Tyskland och i Sigulda i Lettland. 
Banor har genom åren byggts på orter som arrangerat vinter-OS: Calgary, Cortina d'Ampezzo, Lillehammer, Nagano, Lake Placid eller i närliggande orter som Cesana Pariol (Turin), Igls (Innsbruck), La Plagne (Albertville), Park City (Utah) och Whistler (Vancouver). Banan i Sarajevo som byggdes inför OS 1984 förstördes samband med kriget. Vid OS i Sotji 2014 hölls bobtävlingarna i Paramonovo. Världens äldsta bana finns i Sankt Moritz och har varit värd för OS-tävlingar 1928 och 1948. 
I Sverige finns banor i Hammarstrand.

## Organisation
Federation Internationale de BobSleigh et de Tobogganing (FIBT) är bobsleighutövarnas internationella förbund och bildades 1923. FIBT arrangerar Världscupen i bob och FIBT-världsmästerskapen. I Sverige är utövarna organiserade i Svenska Bob- och Rodelförbundet.